# متس فکلام
متس فکلام (انگلیسی: Mats Facklam؛ زادهٔ ۲۲ اوت ۱۹۹۶) بازیکن فوتبال اهل آلمان است.